# Ễnh ương nâu
Ễnh ương nâu (danh pháp hai phần: Kaloula baleata) là một loài ễnh ương trong họ Microhylidae. Ễnh ương nâu có thể tìm thấy tại quần đảo Andaman, Borneo, miền nam Thái Lan, Java, bán đảo Mã Lai và Palawan (Philippines).

## Hình ảnh

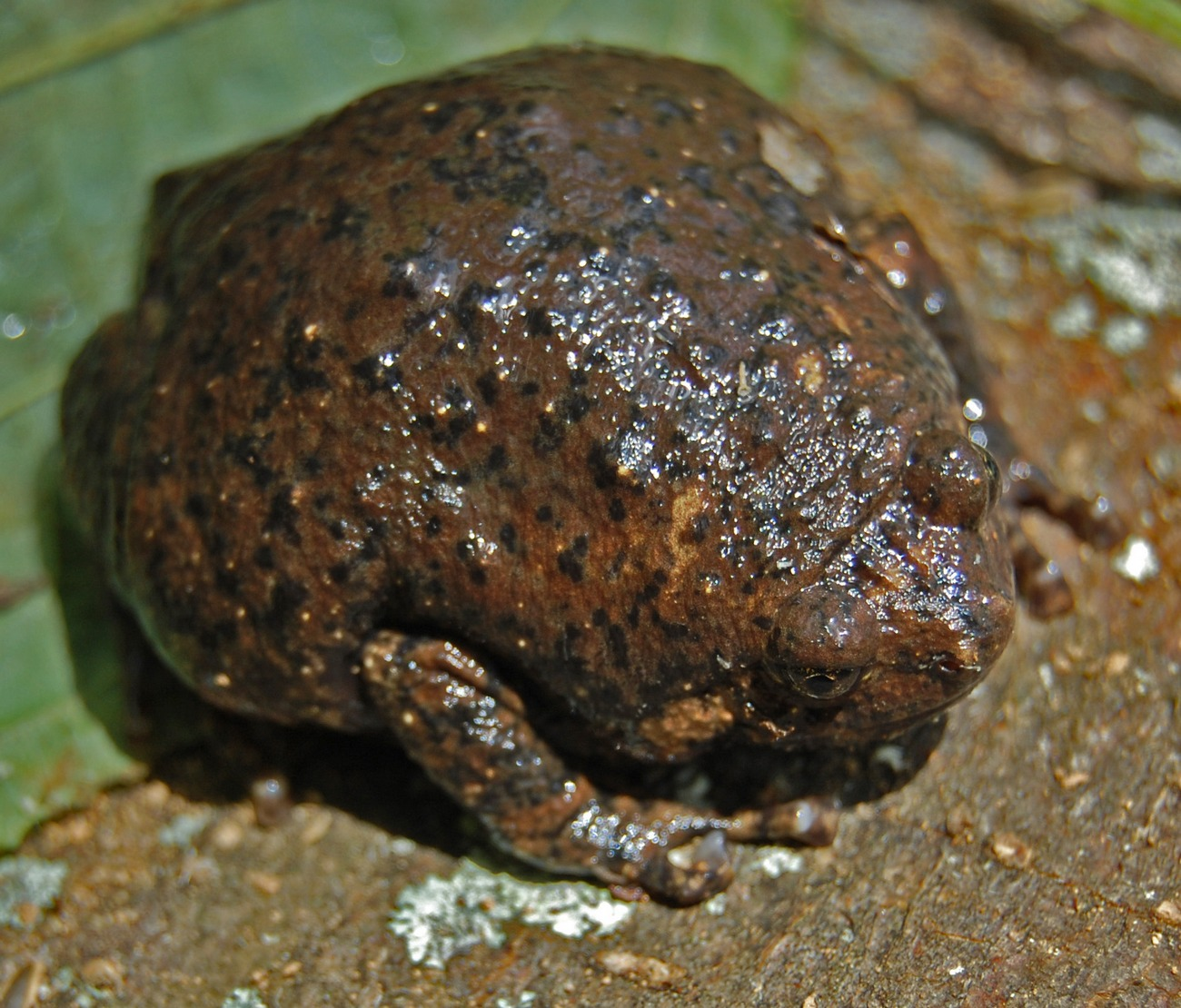
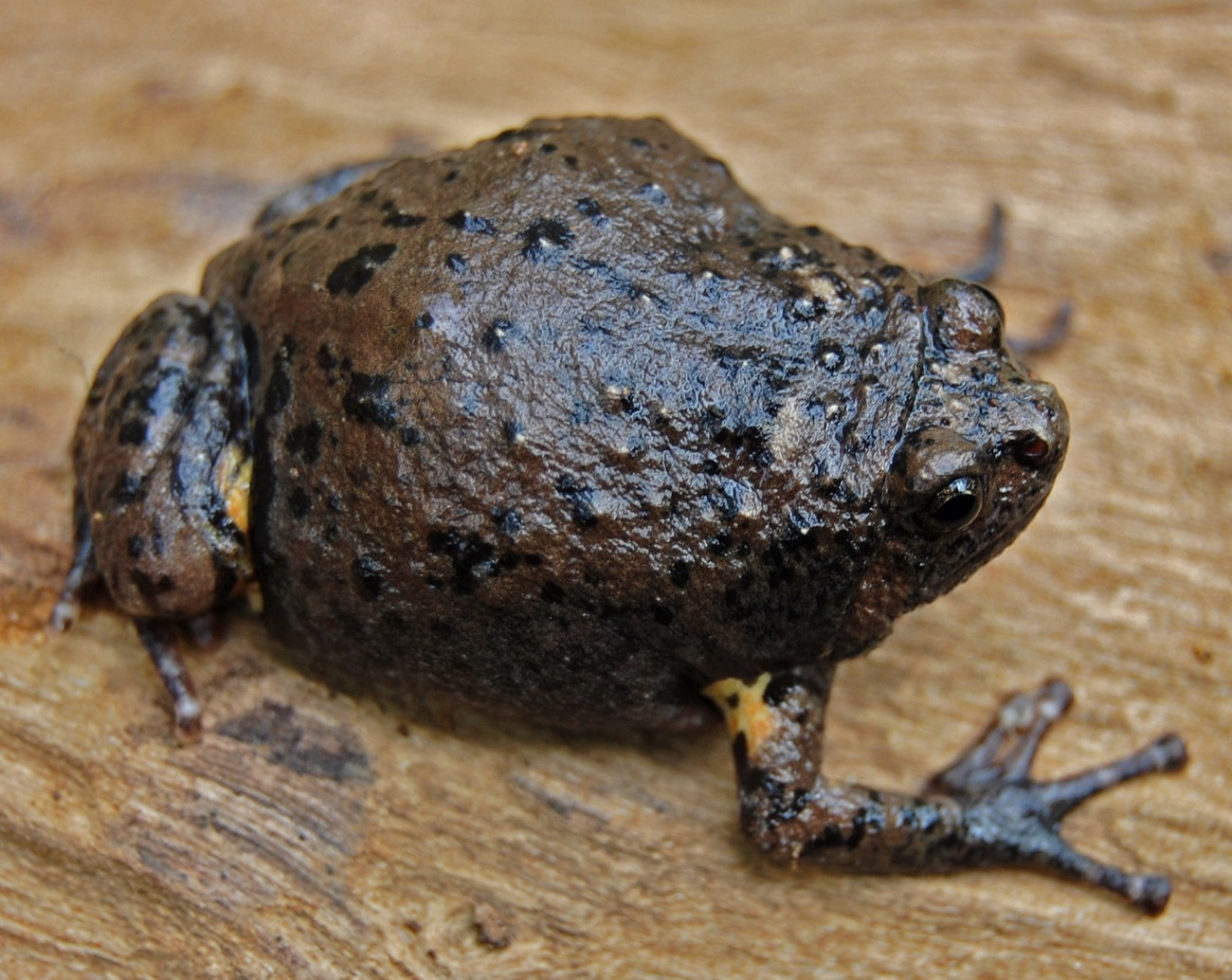
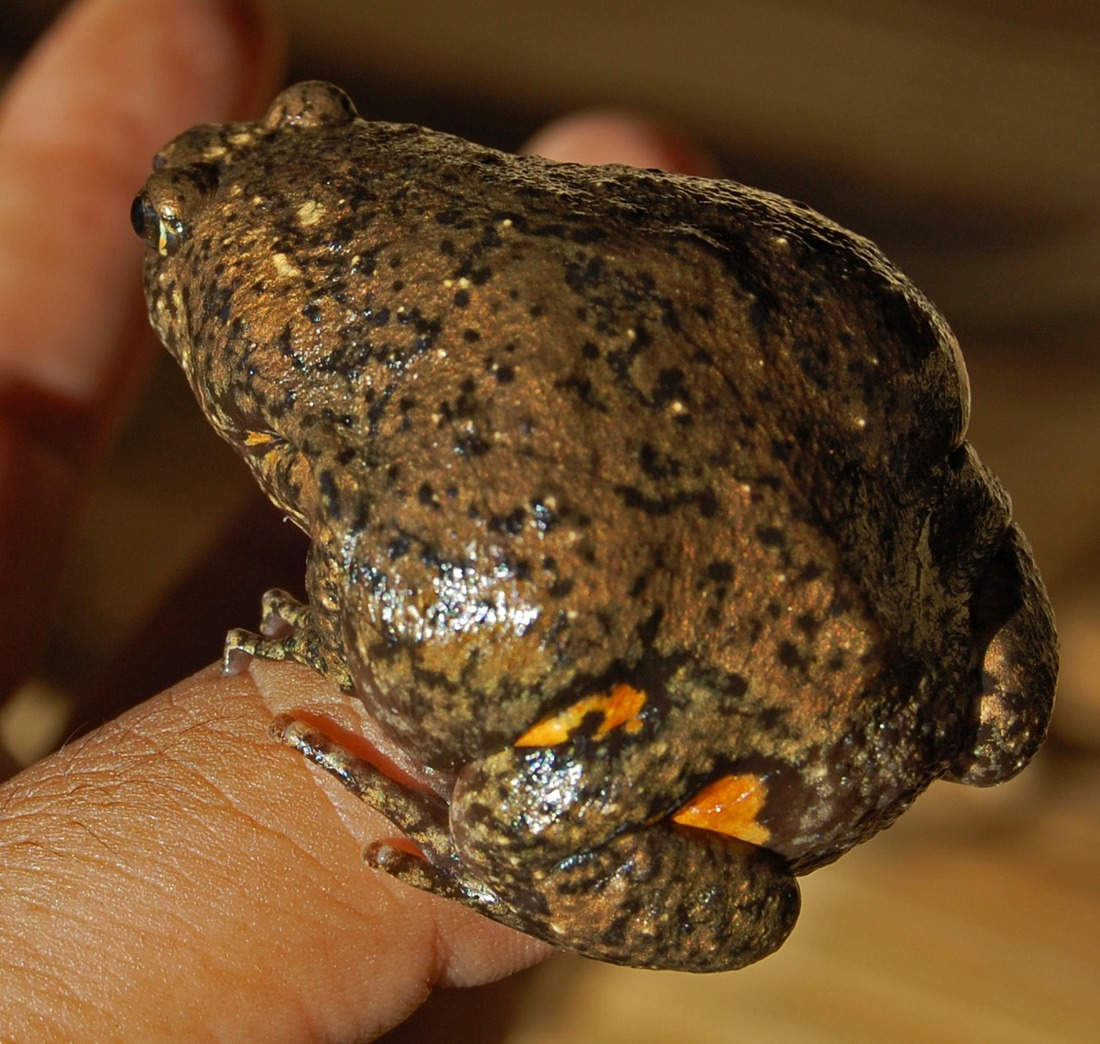
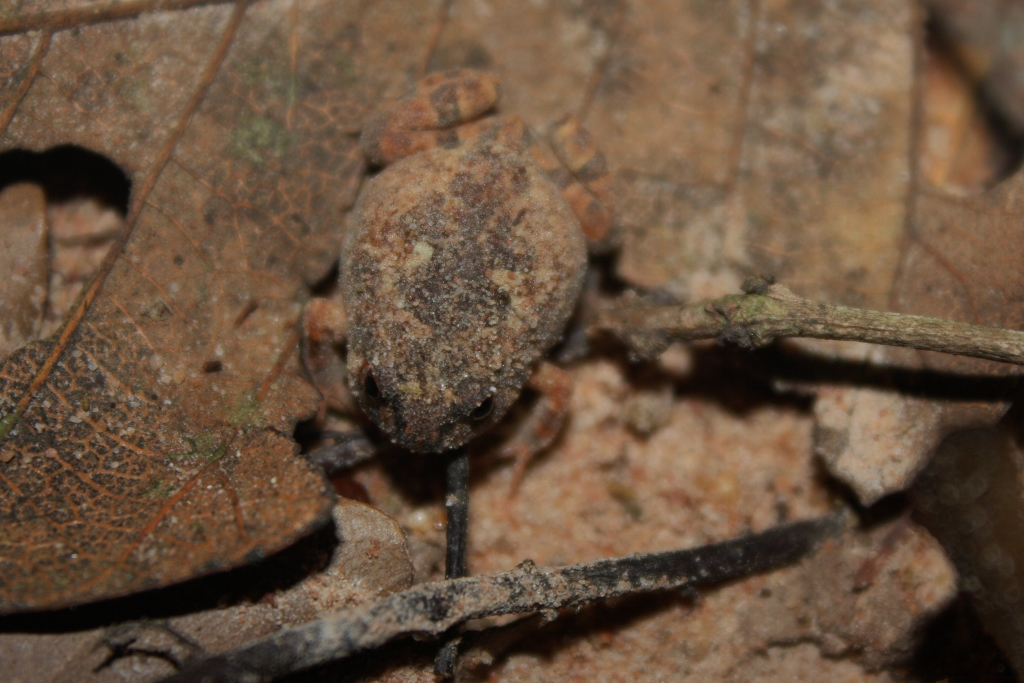